# 香椎町
香椎町（かしいまち）は、福岡県糟屋郡にあった町。1955年2月に福岡市に編入され、自治体としては廃止された。現在は東区の一部となっている。
本項では町制前の名称である香椎村（かしいむら）についても述べる。

## 地理
- 山：立花山、三日月山

## 沿革
- 1889年（明治22年）4月1日 - 町村制施行に伴い香椎村、浜男村、唐原村、下原村が合併して香椎村が成立。
- 1943年（昭和18年）2月11日 - 香椎村が町制施行して香椎町となる。
- 1955年（昭和30年）4月1日 - 多々良町とともに福岡市へ編入される[1]。同日香椎町廃止。
- 1972年（昭和47年）4月1日 - 福岡市が政令指定都市へ移行。旧町域は東区の一部となる。

## 交通

### 空港
町内に空港はないため、福岡市の板付飛行場を利用することとなる。

### 鉄道
- 日本国有鉄道（現・JR九州）
  - 鹿児島本線・香椎線
    - 香椎駅
- 西日本鉄道
  - 宮地岳線（現・貝塚線）
    - 名香野駅 - 西鉄香椎駅 - 運動場前駅